# Antonio de Mendoza y Costilla
Antonio de Mendoza y Costilla (Cusco, 1625 - Madrid, 1671) fue un noble hispano-criollo quien recibió en 1671 el título de Marqués de San Juan de Buenavista del rey Carlos II.

## Orígenes
Era hijo de Francisco de Mendoza y Cisneros, limeño, caballero de Santiago, corregidor de Azángaro y Asillo, y de su segunda esposa,  Teresa Costilla, cusqueña, descendiente del conquistador Jerónimo de Costilla.
Descendiente también de Francisco Valverde y Alvarez de Toledo, hermano de Fray Vicente Valverde.
Estos Valverde del Perú, ver Valverde (apellido), habían acumulado extensas propiedades, ostentando el título de Condes de Las Lagunas y que se  unieron a las también grandes propiedades de los Costilla.
Sus antepasados Valverde, estaban emparentados con la Casa Real de Castilla, al haber casado, éstos, con Mafalda de La Cerda, descendiente de los Infantes de La Cerda, primogénitos del Rey Alfonso X "El Sabio".
También estaba emparentado con los Emperadores Incas, ya que el II Marqués, Pablo Costilla y Valverde, era primo carnal de Francisco Valverde y Contreras-Ulloa, el cual había casado con Ana de Ampuero y Huaylas-Yupanqui, hija de Inés Huaylas Yupanqui, hermana de Huáscar y de Atahualpa.

## Biografía
Regidor perpetuo en el Cabildo del Cuzco, dos veces alcalde ordinario y de la Santa Hermandad. Llegó a ser corregidor de Azángaro y Asillo, así como de Paucartambo. Residente en Madrid, desde 1670. Obtuvo el hábito de caballero de la Orden de Santiago en 1671. 